# Rudolf Kastner
Rudolf Israel Kastner (1906–15 de marzo de 1957) fue un periodista y abogado húngaro-judío que se hizo conocido por ayudar a judíos a escapar de la Hungría ocupada por la Alemania Nazi durante el Holocausto. Fue asesinado en 1957 después de que una corte israelí lo acusara de haber colaborado con los nazis.
Junto con Joel Brand, Kastner fue uno de los líderes del Va'adat Ezrah Vehatzalah —el Comité de Ayuda y Rescate o Vaada— un pequeño grupo judío en Budapest que ayudó a los refugiados judíos a escapar de la Europa ocupada por la Alemania Nazi hacia la relativa seguridad de Hungría durante la Segunda Guerra Mundial. Luego de que los nazis invadieran Hungría el 19 de marzo de 1944, el Comité ayudó a judíos a escapar de Hungría. Entre mayo y julio de 1944, los judíos de Hungría fueron deportados a las cámaras de gas de Auschwitz en una tasa de 12.000 personas por día, según los nazis, para ser "reasentados". Kastner negoció con Adolf Eichmann, un oficial de alto rango de la SS, para que permitiera a 1.685 de ellos marcharse a Suiza en lo que hizo conocido como el "tren de Kastner", a cambio de dinero, oro y diamantes. El historiador israelí Yechiam Weitz escribió que, al hacer eso, "con sus propias manos, Kasztner salvó a más judíos que cualquier otro judío antes que él."
Kastner se trasladó a Israel después de la guerra y se convirtió en portavoz del Ministerio de Comercio e Industria en 1952. En 1953 fue acusado por  Malchiel Gruenwald de haber sido colaborador de los nazis. La acusación se fundaba en la relación de Kastner con Eichmann y en que Kastner  prestó defensa, después de la guerra,  a  tres oficiales de la SS, incluyendo a Kurt Becher (lo que permitió a este último evitar ser procesado por crímenes de guerra). El gobierno israelí demandó a Gruenwald por difamación en nombre de Kastner, lo que tuvo como resultado un juicio que duró dos años. En  palabras del juez, en 1955, Kastner había "vendido su alma al diablo". Al salvar a judíos en "el tren de Kastner", al mismo tiempo que fallaba en advertir a los demás que su reasentamiento era de hecho una deportación hacia las cámaras de gas, Kastner había sacrificado a la masa de judíos por unos pocos elegidos, sostuvo el juez. El veredicto provocó la caída del gabinete israelí.
Kastner renunció a su cargo gubernamental y se convirtió en un virtual recluso. Su esposa sufrió una depresión y su hija debió soportar que sus compañeros de escuela le lanzaran piedras en la calle. La Corte Suprema de Israel anuló la mayor parte del juicio en enero de 1958, al sostener (en una decisión de 4 a 1) que la corte superior había "errado seriamente", pero no antes de que Kastner fuera asesinado. Fue tiroteado el 3 de marzo de 1957 por Zeev Eckstein y falleció a consecuencia de sus heridas doce días más tarde.